# Ottavio Pratesi
Ottavio Pratesi (Rosignano Marittimo, 1º gennaio 1889 – Livorno, 3 novembre 1977) è stato un ciclista su strada italiano, professionista tra il 1910 ed il 1925, era soprannominato il "Falco di Macchiaverde".

## Carriera
Nativo di Castelnuovo della Misericordia, frazione del comune di Rosignano Marittimo, si trasferisce all'età di 18 anni ad Antignano, un sobborgo di Livorno, dove lavora come carpentiere ai cantieri della nuova linea ferroviaria Livorno - Vada. Nel 1906 scopre la passione per il ciclismo e vince prima la Caletta - Cecina e poi una corsa per dilettanti a Vada. Pratesi si rivela uno dei dilettanti toscani più forti nel 1909 quando, tesserato con la "Victorius" di Livorno, vince a Firenze la Coppa Toscana. Nel 1911 vince la Livorno - Volterra - Livorno, la Corsa delle 2 provincie a Cecina, il Giro della Maremma a Piombino, la Coppa Leoncini a Pontedera e la corsa organizzata dalla Libertas a Sesto Fiorentino. Sempre nel 1910 si toglie anche la soddisfazione di vincere, sia pure in modo un po' fortunoso, l'ultima frazione della corsa a tappe "Al mare, ai monti, ai laghi", organizzata dal quotidiano Il Secolo. Nella classifica generale finale si piazza ottavo.
Passato professionista nel 1911 si distingue come il corridore toscano più forte negli anni precedenti la prima guerra mondiale. Nel dopoguerra vince per due volte il Giro dei Tre Mari, corsa a tappe disputata nel Sud Italia, nel 1919 e nel 1920; in entrambi gli anni vince quattro tappe.
Partecipa a sei edizioni del Giro d'Italia tra il 1911 ed il 1925, classificandosi al settimo posto nel 1914 ed al nono posto nel 1924. Le conclude tutte tranne quella del 1913 quando viene escluso alla terza tappa per non aver pagato una ammenda comminatagli dall'Unione velocipedistica francese per un brutto episodio di cui era stato vittima durante il Tour 1912.
Partecipa anche a cinque edizioni del Tour de France tra il 1911 ed il 1924, classificandosi primo degli isolati nel 1923 e nel 1924.
Una delle caratteristiche di questo corridore di grande resistenza è che gareggia sempre come "indipendente", cioè senza un contratto con le grandi case ciclistiche.
Dopo aver appeso la "bici al chiodo" si stabilisce a Lari dove si sposa per poi tornare a Livorno dove gestisce un impianto di distribuzione di carburante nella "sua" Antignano. In paese molti lo ricordano ancora perché si recava al lavoro con la sua bicicletta da corsa con il manubrio rovesciato.

## Palmarès
- 1919 (individuale, cinque vittorie)

1ª tappa Giro dei Tre Mari (Napoli > Bari)
2ª tappa Giro dei Tre Mari (Bari > Taranto)
8ª tappa Giro dei Tre Mari (Crotone > Rossano)
9ª tappa Giro dei Tre Mari (Rossano > Salerno)
Classifica generale Giro dei Tre Mari
- 1920 (individuale, cinque vittorie)

2ª tappa Giro dei Tre Mari (L'Aquila > Benevento)
4ª tappa Giro dei Tre Mari (Bari > Salerno)
5ª tappa Giro dei Tre Mari (Salerno > Cosenza)
9ª tappa Giro dei Tre Mari (Rossano > Potenza)
Classifica generale Giro dei Tre Mari

## Piazzamenti

### Grandi Giri
- Giro d'Italia

1911: 20º
1913: escluso alla 3 tappa
1914: 7º
1919: 14º
1920: non partito
1923: 16º
1924: 9º
1925: 14º
- Tour de France

1911: 17º
1912: 19º
1914: 33º
1923: 12º
1924: 19º

### Classiche monumento
- Milano-Sanremo

1911: 31º
1914: 31º
1915: 9º